# ウッパタサンティ・パゴダ
座標: 北緯19度46分16.14秒 東経96度10分58.76秒 / 北緯19.7711500度 東経96.1829889度
ウッパタサンティ・パゴダ（Uppatasanti Pagoda）は、ミャンマーのネピドーに存在する寺院（パゴダ）である。ヤンゴンのシュエダゴン・パゴダの実物大レプリカである。2009年に建てられた。

## ギャラリー

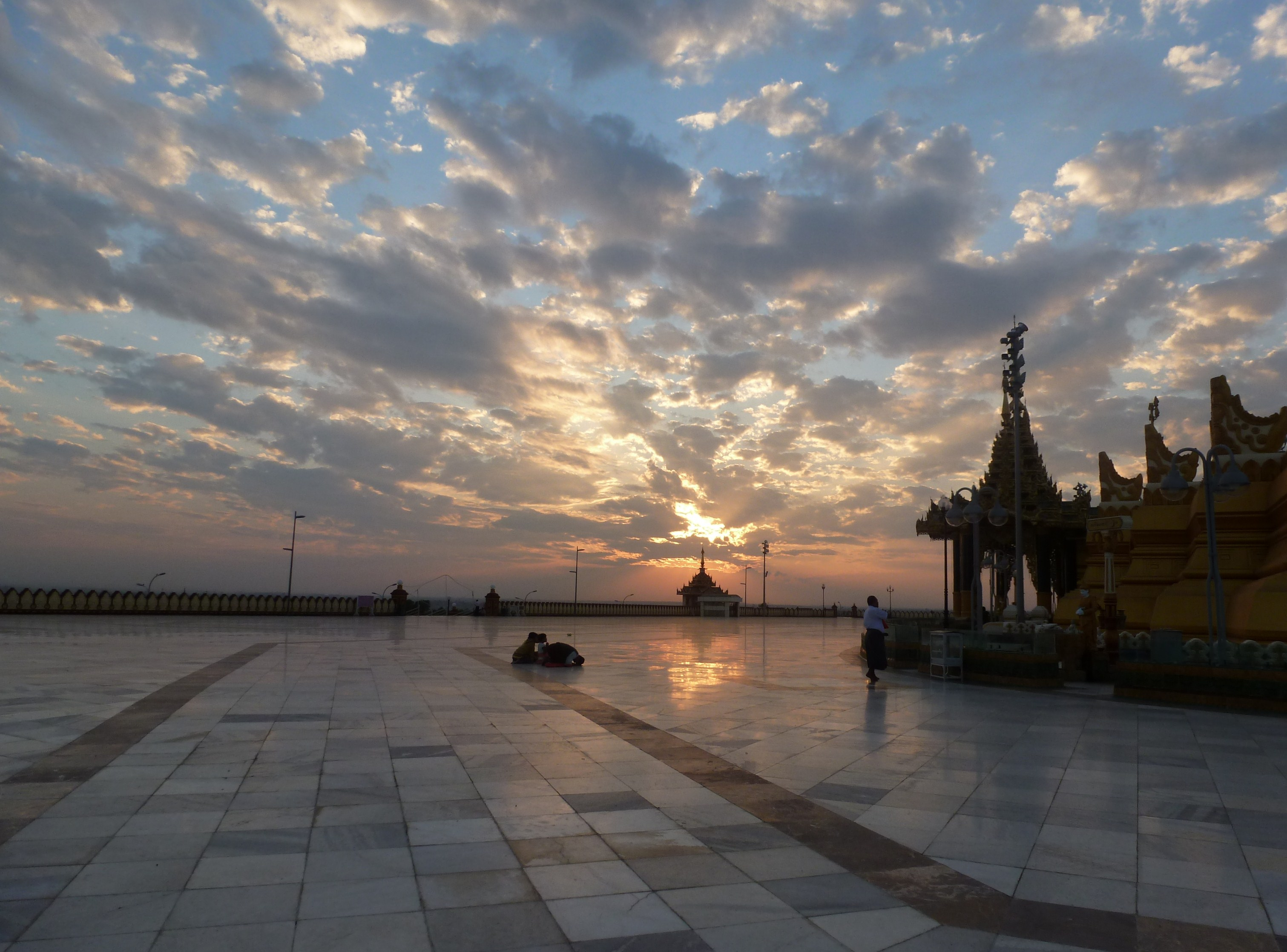
夕日の広場